# Annabella Incontrera
Annabella Incontrera (* 11. Juni 1943 in Mailand; † 19. September 2004) war eine italienische Schauspielerin.

## Leben
Incontrera drehte die Mehrzahl ihrer 37 Filme zwischen 1966 und 1974. Zwar hatte sie das Schauspielstudium am Centro Sperimentale di Cinematografia in Rom begonnen, doch keinen Abschluss gemacht. Bis zum Ende der 1970er Jahre arbeitete sie noch ab und zu für das Fernsehen, danach beendete sie ihre Karriere. Trotz vielversprechender Ansätze und positiver Kritiken schaffte sie den Sprung zum Star nicht; es blieb meist bei durchschnittlichen Genrefilmen jeder Art. Recht häufig wurde sie nach ihrer Rolle in Das Gesicht im Dunkeln als bösartige Lesbe besetzt.
Incontrera hat einen Sohn aus ihrer von 1969 bis 1973 andauernden Ehe mit Guglielmo Biraghi, einem Filmkritiker des Messaggero. Später war sie nach eigener Aussage mit dem britischen Labour-Party-Abgeordneten Geoffrey Robinson liiert. Aufgrund von Osteoporose war Incontrera seit längerem auf einen Rollstuhl angewiesen. Ein von ihr benutztes Pseudonym war Pam Stevenson.

## Filmografie (Auswahl)
- 1959: Lösegeld Kilometerstein 15 (L'inferno addosso)
- 1961: Macistes größtes Abenteuer (Maciste contro il vampiro)
- 1964: Der Mann, der seine Leiche verbrannte (L'uomo che bruciò il suo cadavere)
- 1966: Goldsnake – Das Geheimnis der goldenen Schlange (Goldsnake 'Anonima Killers')
- 1967: Poker mit Pistolen (Un poker di pistole)
- 1967: Wenn Killer auf der Lauer liegen (The Ambushers)
- 1969: Das Gesicht im Dunkeln (A doppia faccia)
- 1969: Mörder GmbH (The Assassination Bureau)
- 1969: Um sie war der Hauch des Todes (Los desesperados)
- 1970: Entführt Rommel! (Consigna: matar al comandante en jefe)
- 1970: Die Piraten der grünen Insel (I piratei dell'isola verde)
- 1970: La sfida dei MacKenna
- 1971: Die Äneis (Eneide) (Fernseh-Miniserie)
- 1971: Als die Frauen das Bett erfanden (Quando gli uomini armarono la clava e… con le donne fecero din-don)
- 1971: Roma bene – Liebe und Sex in Rom (Roma bene)
- 1971: Sabata kehrt zurück (È tornato Sabata… hai chiuso un'altra volta)
- 1971: Der schwarze Leib der Tarantel (La tarantola dal ventre nero)
- 1971: Sein Schlachtfeld war das Bett (Le calde notti di Don Giovanni)
- 1971: Der wilde Korsar der Karibik (Los corsarios)
- 1972: Das Geheimnis der blutigen Lilie (Perché quelle strane gocce di sangue sul corpo di Jennifer?)
- 1972: Schön, nackt und liebestoll (Rivelazioni di un maniaco sessuale al capo della squadra mobile)
- 1974: Die Reise nach Palermo (Il viaggio)